# Tyra Lundgren
Tyra Carolina Lundgren (9 de enero de 1897-20 de noviembre de 1979) fue una pintora, ceramista, diseñadora de vidrio y textiles y escritora sueca. Lundgren, una de las artistas y modernistas más versátiles del siglo XX, fue la primera mujer en diseñar vidrio para Paolo Venini y emergió como pionera del estilo Grace sueco . En 1950, recibió la medalla real sueca Litteris et Artibus en reconocimiento a su carrera artística.

## Primeros años y educación
Tyra Lundgren nació el 9 de enero de 1897 en una familia de seis hijos en Estocolmo (Suecia). Era hija de John Petter Lundgren, profesor del Veterinärinstitutet, y de Edith, de soltera Åberg. Al crecer en una familia acomodada y socialmente activa, Lundgren descubrió su amor por el arte. Asistió a la escuela mixta de Djursholm, donde recibió clases de Natanael y Elsa Beskow, y de Alice Tegnérgrew. En 1913, Lundgren ingresó en Högre konstindustriella skolan, donde recibió clases de arte decorativo y artesanía, y permaneció en la escuela durante cuatro años. Al mismo tiempo, recibió clases de pintura en Althin, una escuela de pintura. En 1917 ingresó en la Real Academia Sueca de Bellas Artes y estudió con Anton Hanak en Viena y André Lhote en París. Se graduó en 1922.

## Carrera artística

### Carrera de pintura
Lundgren pasó gran parte de su vida viajando y su evolución estilística está relacionada con los periodos que pasó viviendo en diferentes lugares de Europa. Los pájaros, los peces y las personas se convirtieron en los temas principales de sus cuadros, que representó con diversas técnicas y materiales. Durante su estancia en París en 1920, utilizó su paleta para pintar retratos, pintura de modelos vivos, paisajes, composiciones de bodegones e interiores de estilo cubista. Sus autorretratos, realizados en el estilo del Nuevo Objetivo, varían en intensidad, ropa, poses y técnicas. El periodo de 1927 a 1929 supuso un gran avance en su carrera artística. En este periodo, la artista realiza sobre todo naturalezas muertas y paisajes en el estilo del Nuevo Objetivo. Entre 1950 y 1970, sus pinturas emplearon tanto pasteles ligeros como pinceladas vivas, y representaron el arte no figurativo y abstracto.
Sus composiciones se exhibieron por primera vez en Kungliga Akademien för de fria konsterna en 1921 y, posteriormente, en varias exposiciones a lo largo de la década de 1920.

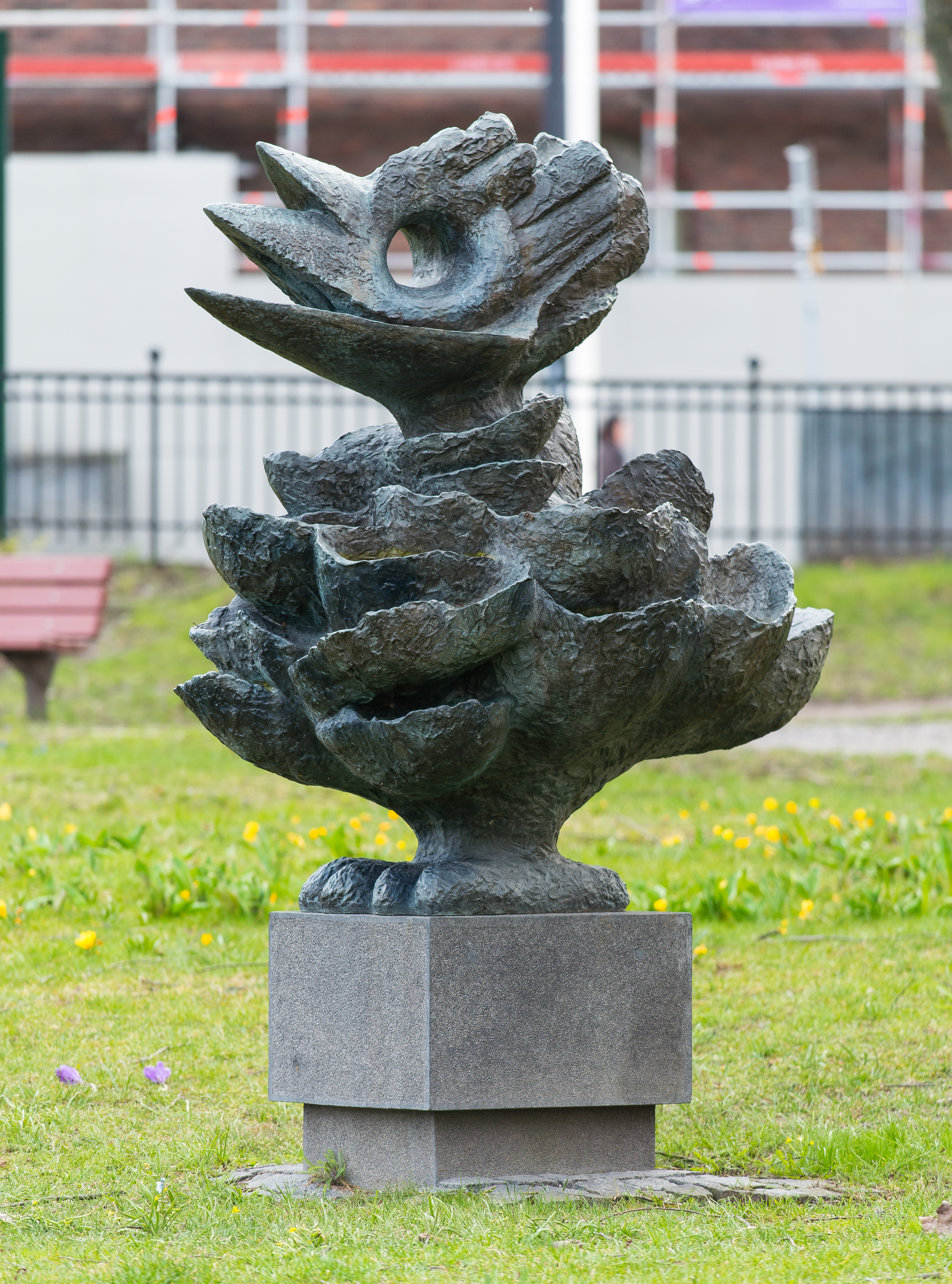
Fågel blå en Estocolmo, Suecia

### Cerámica
Lundgren es quizás más conocida como ceramista y trabajó como diseñadora y escultora en la industria de la porcelana. De 1922 a 1924, trabajó para la empresa de porcelana St Eriks Lervarufabrik, y más tarde para Arabia y Rörstrand. Durante este tiempo, se convirtió en una de las principales exponentes de Suecia, siendo la responsable artística de Arabia antes de la Exposición de Estocolmo de 1930. De 1934 a 1938, trabajó para la Manufactura Nacional de Sèvres en París. También diseñó relieves monumentales de gres, como Märkeskvinnor en Bohusgatan, Estocolmo. Posteriormente, realizó modelos escultóricos en arcilla Chamotte, gres y bronce.

### Diseño de vidrio y textil
Lundgren fue productiva en el campo del diseño de vidrio. En 1922, Lundgren trabajó como diseñadora de cristalería en Moser, en Karlsbad. Trabajó en nuevos diseños de mesas y modificó otros más antiguos. Entre 1924 y 1979, trabajó como diseñadora independiente para la fábrica Riihimäki en Finlandia, y durante el periodo 1934-1938, trabajó para la fábrica de vidrio Kosta, diseñando cuencos y jarrones de estilo clásico. En 1936, conoció al vidriero Paolo Venini en la Trienal de Milán. Este encuentro inició una colaboración que se mantuvo hasta la década de 1950. Posteriormente se convirtió en la primera mujer que diseñó cristalería para Venini. También trabajó como diseñadora textil para Licium y para NK's Textilkammare, para la que creó 13 modelos.

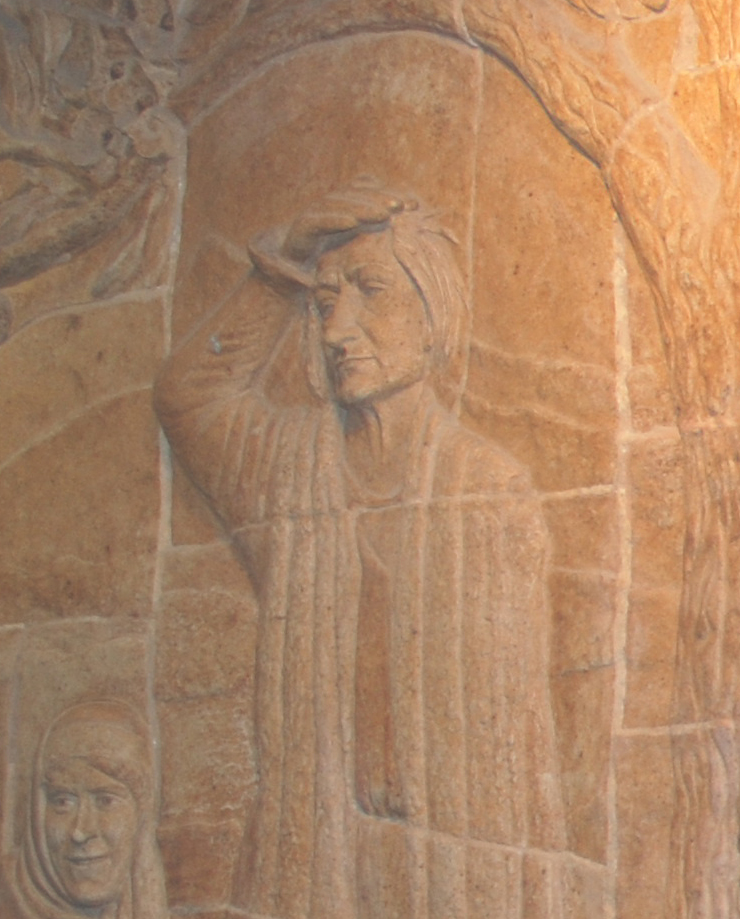
Markeskvinnor (1947)

### Carrera de escritora

Solfagel

Lundgren comenzó su carrera como escritora contribuyendo con artículos para la revista de arte Konstrevy . Entre 1930 y 1940, escribió para Form y para Svenska hem i ord och bilder . Ella misma publicó tres libros: Lera och eld. Ett keramiskt vagabondage i Europa (1946), Fagert i Fide. Årstiderna på en gammal gotlandsgård (1961) y Märta Måås-Fjetterström och väv-verkstaden i Båstad (1968).

## Años después
En 1950, fue honrada con la medalla real sueca Litteris et Artibus por sus destacadas contribuciones al arte. Al año siguiente, la Triennale di Milano le otorgó una medalla de oro.
Lundgren murió en Estocolmo, el 20 de noviembre de 1979.

## Otras lecturas
- Tyra Lundgren en Svenskt kvinnobiografiskt lexikon